# بيل تي جونز
بيل تي جونز (بالإنجليزية: Bill T. Jones)‏ هو مصمم رقص أمريكي، ولد في 15 فبراير 1952 في بانيل في الولايات المتحدة.

## وصلات خارجية
- بيل تي جونز على موقع IMDb (الإنجليزية)
- بيل تي جونز على موقع الموسوعة البريطانية (الإنجليزية)
- بيل تي جونز على موقع مونزينجر (الألمانية)
- بيل تي جونز على موقع ألو سيني (الفرنسية)
- بيل تي جونز على موقع أول موفي (الإنجليزية)
- بيل تي جونز على موقع قاعدة بيانات برودواي على الإنترنت (الإنجليزية)
- بيل تي جونز على موقع قاعدة بيانات الفيلم (الإنجليزية)
- بيل تي جونز على موقع كينوبويسك (الروسية)